# اتفاقية حفظ أنواع الحيوانات البرية المهاجرة

شعار الاتفاقية

اتفاقية حفظ أنواع الحيوانات البرية المهاجرة (بالإنجليزية: Convention on the Conservation of Migratory Species of Wild Animals)‏، هي معاهدة حكومية دولية أبرمت في 1979 برعاية برنامج الأمم المتحدة للبيئة في بون في ألمانيا، ودخلت حيز التنفيذ في 1983. تُوفر المعاهدة قاعدة عالمية للحفاظ والاستخدام المُستدام للحيوانات المهاجرة وموائلها. تضم المعاهدة الدول التي تعبرها الحيوانات المهاجرة، والدول التي بها موائل، وتضع الأساس القانوني لتدابير الحفاظ المنسقة دولياً في جميع أنحاء مجال الهجرة. توجد لائحة الأنواع المهاجرة المهددة بالانقراض في الملحق الأول من الاتفاقية. تسعى أطراف الاتفاقية نحو حماية صارمة لهذه الحيوانات، والحفاظ على أو استعادة الأماكن التي تعيش فيها، والتخفيف من العقبات التي تحول دون الهجرة والسيطرة على العوامل الأخرى التي قد تعرضها للخطر. ترد الأنواع المهاجرة التي تحتاج أو ستستفيد بشكل كبير من التعاون الدولي في الملحق الثاني للاتفاقية. لهذا السبب، تشجع الاتفاقية الدول المعنيّة على إبرام اتفاقات عالمية أو إقليمية.